# كينيث ستيرن
كينيث ستيرن هو لاعب اتحاد الرغبي فلبيني، ولد في 21 مايو 1988 في ستامفورد في الولايات المتحدة.